# Cees van Dijk (schrijver)
Cornelis (Cees) van Dijk (Goudswaard, 1925 - 2019) was een Nederlandse schrijver, bibliothecaris en privé-drukker.

## Biografie
Van Dijk was tot 1985 directeur van de Stadsbibliotheek Haarlem en van 1964 tot 1972 compagnon in Sem Hartz' uitgeverij de Tuinwijkpers te Haarlem. Hij schreef een omvangrijk boek over de uitgever A.A.M. Stols, dat ook een bibliografie bevat en talloze inhoudsrijke kleine artikeltjes over culturele figuren met wie Stols samenwerkte, zoals Jan Greshoff, E. du Perron, Jan van Krimpen, Emile van der Borch van Verwolde, Valery Larbaud, John Buckland Wright, Paul Valéry, Ferdinand Bordewijk en vele anderen. Sommige stukken in dit boek leidden later tot nieuwe publicaties: artikelen en eigen uitgaven.
Van Dijk begon in 1972 met zijn eigen Carlinapers (carlina = driedistel) (ook wel: Carlina Pers), die actief was tot 1984. Zijn eerste uitgaafje was Via Appia van de schrijver Louis Couperus. Voorts drukte hij op deze Haarlemse pers enkele uitgaven in opdracht van Stichting De Roos. Cees van Dijk verhuisde in 1983 naar Oosterhesselen in Drenthe. De vermoedelijk laatste uitgave onder de naam Carlinapers, dan dus te Oosterhesselen, leek Schoolschrift van Gerard Nijenhuis; in een bij die uitgave gevoegde brief vermeldde hij al de komst van zijn komende boeken op de electronische schrijfmachine onder de nieuwe naam.
Gedurende een jaar of vijf werkte hij met een elektronische schrijfmachine aan circa veertig uitgaafjes, verschenen onder de naam Agri Montis Pers (latinisering van Bergakkers, de plek van vestiging). Vanaf maart 1990 'printte' hij te Oosterhesselen met computer en laserprinter onder de naam Klencke Pers. De eerste uitgave onder die naam was Invaart van Ernst Braches. Vanaf 2001 drukte hij vanuit Emmen.
Van Dijk wordt beschouwd als de incunabeldrukker van het computertijdperk. Al die jaren waren literatuur, boekgeschiedenis en typografie de belangrijkste onderwerpen. In Drenthe werd daar Drentse literatuur en geschiedenis aan toegevoegd. Belangstelling voor de 19e-eeuwse geschiedenis van Drenthe leidde tot de oprichting van Aold Neis, een op onregelmatige tijden verschijnend tijdschrift, dat door de drukker/uitgever zelf wordt gevuld. Ook schreef hij veel artikelen en boeken op zijn vakgebied.

## Uitgaven van Van Dijk (selectie)
- Louis Couperus, Via Appia (1972, eerste uitgave van Van Dijk)
- A. Roland Holst, Over Arthur van Schendel (1974)
- Hendrik Marsman, Dit is de ruimte waarin ik wil klinken (1982)
- Frans Kellendonk, Hier schiet elk woord wortel. Amerikaanse reisbrief aan Ernst Braches. Over Henry James. (1985)
- A. Roland Holst, Hij bestond op zichzelf (1986)
- J.H. Leopold, Ma'an ibn Zaida (1992)
- J.H. Leopold, Twee amoureuse liedekens (1992)

### Onder de naam C. van Dijk
- De Tweede Schoonheid, Protestantse Stichting ter bevordering van het Bibliotheekwezen en de Lectuurvoorlichting in Nederland, 1988, ISBN 9064951772
- Halcyon, het mooiste typografische tijdschrift ooit in ons land gemaakt. Zutphen, 1989.
- Alexandre A.M. Stols 1900-1973 Uitgever|Typograaf. Zutphen, 1992.
- Alexander Lodewijk Lesturgeon, 1815-1878. Drenthe's eerste literator. Beilen, 1995.
- Aold Neis; feiten, fictie. 1997-2001. Drents tijdschrift(je). Oplage 40 ex. Verschenen zijn 12 afleveringen.
- Duizend-en-één Drenten, 1800-1900. Encyclopedie. Emmen, 2004. Oplage 100 ex.
- Drenthe bij stukken en beetjes. Verzamelbundel. Emmen, 2005. Oplage 60 ex.
- Executie met inktpatronen. Sjoerd van Faassen en Salma Chen over uitgever A.A.M. Stols in de Tweede Wereldoorlog. Emmen, 2007. Oplage 25 ex.
- Harm Boom 1810-1885. Schrijver, journalist, podagrist. 'Ik oefen grote invloed uit op de denkwijze der Drentse bevolking'. Assen, 2014.

### Onder de naam Cornelis Bellaert
- ABC quotarium. Haarlem, 1970.
- Seven-up. 7 seven-compositions. Haarlem, 1973.
- In plaats van het bakken van oliebollen. Haarlem, 1979.
- The printer is mad - is he?. Haarlem, 1979.
- Rebellious. Haarlem, 1980.
- The sinner and God's [hand]. Haarlem, 1980.
- Bevrijde letters. [Haarlem], 1980.
- Equilibrium. Haarlem, 1980.
- De dooie zit op zijn gemak. Zes verzen plus zeven gedichten. Oosterhesselen, 1985.
- De Heuvelpers. Enkele kanttekeningen. Oosterhesselen, 1989.